# Dolicheremaeus perisi
Dolicheremaeus perisi är en kvalsterart som beskrevs av Pérez-Íñigo 1969. Dolicheremaeus perisi ingår i släktet Dolicheremaeus och familjen Tetracondylidae. Inga underarter finns listade i Catalogue of Life.